# Deutsche Angestellten-Akademie
Die DAA Deutsche Angestellten-Akademie GmbH (DAA) ist eine in Deutschland tätige Einrichtung der beruflichen Bildung. Sie steht der Gewerkschaft ver.di aufgrund ihrer Vergangenheit als Bildungswerk der ver.di-Vorgängergewerkschaft DAG prinzipiell nahe. Sie ist aus dem 1946 gegründeten Bildungswerk der DAG hervorgegangen, das ab 1952 als eingetragener Verein firmierte.

## Unternehmensstruktur
Die DAA Stiftung Bildung und Beruf ist zu 100 Prozent Gesellschafterin der „DAA GmbH“.
Die DAA GmbH bietet Lehrgänge und Seminare vor allem für das Berufsfeld Wirtschaft und Verwaltung an. Zielgruppen sind Berufstätige, Unternehmen, Behörden und Arbeitslose. Insgesamt werden an über 350 Standorten Bildungsmaßnahmen angeboten. 180 Kundenzentren der DAA sind nach der AZAV zertifiziert.
Für Jugendliche führt die DAA Berufsvorbereitungsmaßnahmen, ausbildungsbegleitende Hilfen und außerbetriebliche Ausbildungsmaßnahmen durch.
Seit 2004 erweiterte die DAA ihr Angebot um Qualifizierungsmaßnahmen für (benachteiligte) Jugendliche,  um modulare Bildungsangebote für Umschulungen in 21 anerkannten Ausbildungsberufen und Weiterbildungskurse für Kaufleute und Angestellte in den Sozial- und Gesundheitsberufen.
Die DAA GmbH ist Gründungsmitglied des Bundesverbandes der Träger beruflicher Bildung (BBB) sowie Mitglied der Zweckgemeinschaft des BBB. Ebenfalls zum DAA-Verband gehören zahlreiche weitestgehend autonome Schwesterunternehmen wie die DAA Wirtschaftsakademie,  die nur in NRW mit den Standorten in Düsseldorf und Essen präsent ist. Mit dem Bildungsangebot zum staatlich geprüften Betriebswirt bietet die DAA Wirtschaftsakademie einen rein wirtschaftlichen Abschluss an. Als Ersatzschulen nach dem Schulgesetz für NRW ist auch der Schulabschluss „Fachhochschulreife Wirtschaft“ möglich. Die DAA Wirtschaftsakademie wird geleitet von Ralf Schäfer und Andrea Birke (Düsseldorf) sowie Heike Flottmann und Marcus Ozdoba (Essen). Der Träger dieser Schulen ist seit Juli 2019 die DAA Wirtschaftsfachschule GmbH.
Seit 2005 führt die DAA ebenfalls die Bundesintegrationskurse durch, wo für die in Deutschland lebenden Migranten Deutschunterricht und die sog. Orientierungskurse angeboten werden.